# UN-Sonderberichterstatter für Afghanistan
Die Stelle des Sonderberichterstatters für Afghanistan (englisch Special Rapporteur on Afghanistan) wurde 2021 vom UN-Menschenrechtsrat (OHCHR) geschaffen, um die sich dramatisch verschlechternde Menschenrechtssituation in Afghanistan nach der Machtübernahme durch die Taliban im August 2021 zu beobachten.

## Geschichte
1979 marschierte die Sowjetunion in Afghanistan ein, um die kommunistisch orientierte Regierung gegen Angriffe von Mudschaheddin zu stützen. Diese wurden in der Folge von den Vereinigten Staaten und Saudi-Arabien finanziert und ausgestattet. Die kriegerischen Auseinandersetzungen, in deren Verlauf zwischen 600.000 und 2 Mio. Zivilisten ums Leben kamen, endete 1989 mit dem Rückzug der sowjetischen Truppen. Durch Rivalitäten innerhalb der Koalition scheiterte der Aufbau eines funktionierenden Gemeinwesens, fundamentalistisch-islamische Taliban-Milizen kamen an die Macht und installierten ein System, das auf einer radikalen Interpretation des Islam und insbesondere der Scharia fußte. Nach den Terroranschlägen am 11. September 2001 in den Vereinigten Staaten wurde das Taliban-Regime, das Mitgliedern der Terrororganisation al-Qaida Unterschlupf gewährt hatte, im maßgeblich von den USA und deren NATO-Verbündeten geführten Krieg gegen den Terror gestürzt. Das Mandat des 1984 berufenen UN-Sonderberichterstatters für Afghanistan wurde 2003 beendet. Stattdessen wurde ein unabhängiger Experte für Afghanistan berufen, dessen Mandat aber auch 2005 nicht verlängert wurde. Doch trotz der Unterstützungsmission der Vereinten Nationen in Afghanistan (UNAMA, seit 2002), massiver westlicher Wirtschaftshilfe und militärischer Unterstützung durch die ISAF konnte sich die Islamische Republik Afghanistan nicht stabilisieren. Die Sicherheitslage war durch islamistische Verbände und mit den Regierungen rivalisierende Gruppierungen ständig bedroht und die Menschenrechtssituation dauerhaft angespannt.
Nach dem Abzug der internationalen Truppen Ende August 2021 erlangten die Taliban schnell wieder Kontrolle über das Land und proklamierten das Islamische Emirat Afghanistan. Seither begehen die Taliban massive Menschenrechtsverletzungen, insbesondere gegen die weibliche Bevölkerung, der das Selbstbestimmungsrecht, die Teilhabe am politischen, wirtschaftlichen und kulturellen Leben, insbesondere aber das Recht auf Bildung und Berufstätigkeit fundamental abgesprochen wird. Im weltweiten Demokratieindex belegte Afghanistan 2022 mit Abstand den letzten Platz.

## Das UN-Mandat
Der Sonderberichterstatter hat die Aufgabe, Informationen von allen relevanten Akteuren zu sammeln, die Menschenrechtssituation in Afghanistan zu beurteilen und Empfehlungen für Verbesserungen abzugeben. Diese werden in jährlichen Berichten an den Menschenrechtsrat und die UN-Generalversammlung zusammengetragen. Der Sonderberichterstatter soll die Regierung Afghanistans bei der Erfüllung ihrer Menschenrechtsverpflichtungen und auch die Zivilgesellschaft bei der Wahrnehmung ihrer Rechte beraten und unterstützen.
Der Sachverständige ist kein Mitarbeiter der Vereinten Nationen, er wird von der UN mit einem unabhängigen Mandat beauftragt, für das ein Verhaltenskodex des UN-Menschenrechtsrats gilt. Der unabhängige Status des Mandatsträgers ist für die unparteiische Wahrnehmung seiner Aufgaben wesentlich. Die Amtszeit eines Mandats ist auf maximal zweimal drei Jahre begrenzt.
In seinen Berichten stellt der Sonderberichterstatter alle betroffenen Menschenrechte dar. Dies betrifft bürgerliche, politische Rechte, wirtschaftliche, soziale und kulturelle Rechte, aber auch Gesundheits-, Minderheiten- und Umweltrechte.

## Amtsinhaber

### Mandat seit 2022
- Richard Bennett,  Neuseeland, seit 2022

### Vorausgegangene Mandate

#### Sonderberichterstatter
- Felix Ermacora,  Österreich, 1984 bis 1995
- Choong-Hyun Paik,  Südkorea, 1995 bis 1998
- Kamal Hossain,  Bangladesch, 1998 bis 2003

#### Unabhängiger Experte
- Mahmoud Cherif Bassiouni,  Ägypten, 2003 bis 2005

## Publikationen (Auswahl)
- Taliban edicts suffocating women and girls in Afghanistan: UN experts, 19. Juni 2023
- Afghanistan: UN experts appalled by Taliban announcement on capital punishment, 11. Mai 2023
- Afghanistan: Taliban must stop targeting Afghan women, 6. April 2023
- Afghanistan: Quality education must be equally accessible to all, UN experts say, 20. März 2023
- Afghanistan: UN experts say 20 years of progress for women and girls’ rights erased since Taliban takeover, 8. März 2023
- The world is failing 130 million girls denied education: UN experts, 23. Januar 2023
- Afghanistan: UN experts call on the Taliban to immediately halt public floggings and executions, 16. Dezember 2022
- Afghanistan: UN expert warns human rights crisis presages authoritarianism, 12. September 2022